# (5180) Ohno
(5180) Ohno (1989 GF) – planetoida z pasa głównego asteroid okrążająca Słońce w ciągu 3,7 lat w średniej odległości 2,39 j.a. Odkryta 6 kwietnia 1989 roku.